# Multipeniata batalanse
Multipeniata batalanse är en plattmaskart. Multipeniata batalanse ingår i släktet Multipeniata och familjen Multipeniatidae. Inga underarter finns listade i Catalogue of Life.